# Drum național 24D
Der Drum național 24D (rumänisch für „Nationalstraße 24D“, kurz DN24D) ist eine Hauptstraße in Rumänien.

## Verlauf
Die Straße beginnt südlich von Bârlad, wo sie vom Drum național 24 (zugleich Europastraße 581) nach Südosten abzweigt. Sie verläuft durch das Hügelland der Dealurile Fălciului und Bălăbănești sowie Cuca zum Drum național 26, auf den er südlich von Tulucești trifft.
Die Länge der Straße, die die kürzeste Verbindung zwischen Bârlad und  Galați herstellt, beträgt rund 85 km.